# Catanthera brassii
Catanthera brassii là một loài thực vật có hoa trong họ Mua. Loài này được (M.P. Nayar) M.P. Nayar mô tả khoa học đầu tiên năm 1969.